# Dracma (banda)
Dracma es una banda chilena formada en Santiago de Chile en 1996. 
Ganadora de los premios Video de la Gente de MTV y APES (Asociación de Periodistas de Espectáculos) a mejor videoclip en 2001, por la canción «Hijo de puta» de su disco homónimo. El grupo es reconocido por ser uno de los primeros exponentes del nu metal, denominado localmente como «aggro».

## Historia

### Inicios
El grupo nace entre los años 1996 y 1997, constituyéndose inicialmente como una agrupación de nu metal, con letras basadas en la contingencia y de fuerte carga social.
Entre sus fundadores destacan dos antiguos miembros del desaparecido grupo de rap De Kiruza (el baterista Cote Foncea y el tecladista y cantante Felo Foncea), junto a Gamal Eltit (guitarrista de la banda Dorso) y los músicos Polo Vargas y Leo Araya.
En 1998 graban su álbum debut, postergando su lanzamiento debido al interés existente de parte de una discográfica internacional para distribuirlo. Se trataría de Surco Records (en alianza estratégica con Universal Music), empresa discográfica creada y dirigida por el argentino Gustavo Santaolalla, uno de los músicos y productores más galardonados de Estados Unidos.
El disco salió a la luz en 1999 y fue producido por J. A. Ossandon y Cote Foncea, grabado y mezclado en Chile y posteriormente masterizado en Estados Unidos. La crítica le fue favorable al igual que la recepción del público, siendo nominado a los premios Altazor-SCD 2000 en la categoría Disco de Rock del año. También fue seleccionado en la terna de los premios Apes 2000 en la categoría mejor grupo de música joven. Ingresó a la encuesta de los cuarenta grupos preseleccionados para los Premios Grammy estadounidenses, en la categoría best latin alternative rock group. Dracma por obtuvo también el premio Apes 2001 en la categoría de mejor video.

### 2000 - 2001
Durante el año 2000 la banda realizó su primera gira internacional, participando en el festival Rock al Parque Y2K en Bogotá (Colombia). Dracma se presentó en dos ocasiones durante el festival: En la primera jornada del 14 de octubre, el show de alrededor de 55 minutos se realizó en el anfiteatro Media Torta ante un aforo completo estimado en cerca de 30.000 asistentes. La siguiente parada fue en el parque Simón Bolívar ante cerca de 85 000 personas, siendo este el show más grande que la agrupación ha tenido hasta el momento. Además, la banda tuvo una considerable exposición mediática, realizando dos presentaciones para la televisión local, de los cuales uno fue en vivo en una plaza de la ciudad colombiana.
Durante sus presentaciones en Colombia fueron acompañados por Gerhard Wolleter, un viejo amigo de la banda, ocupando la vacante de guitarrista dejada por Gamal Eltit tras su salida. Al poco tiempo, Leo Araya deja la banda y es reemplazado por Cristián Rozas, quien fue seleccionado por medio de audiciones abiertas realizadas por el grupo.
En el año 2001 la banda participa en tres discos tributos. El primero para el grupo Los Prisioneros, con la canción «We are sudamerican rockers». Otro en honor a la cantautora chilena Violeta Parra con una versión de la canción «Que dirá el santo padre», producida por Cote Foncea y Álvaro Henríquez (Los Tres). Y el tercero en un disco que buscaba reunir dos épocas de la música chilena: la llamada Nueva Ola de las décadas de 1960-1970 y la música actual. La canción escogida fue «La circulación primaveral del sexo (o quintralada)», interpretada junto a su propio autor, el músico chileno Florcita Motuda.

### 2002 - 2003
Desde el año 2002 y hasta el 2003, el grupo se mantuvo tocando en distintos lugares de Chile e Hispanoamérica. Destacando sus giras por México, con presentaciones en diversos recintos y nuevamente con presentaciones seguidas en festivales, como Rockotitlán (un show con A.N.I.M.A.L. y otro con La Castañeda). En Perú tuvieron varias fechas en vivo, radio y en televisión, siendo una de las más importantes la de la Universidad Católica de Lima, en el marco de la gira Amnistía Internacional.
Después del tour, el grupo sufrió su último cambio: la salida de Polo Vargas, quedando Felo Foncea como actual conductor y frontman de la banda.
En el año 2003, la banda lanzó uno de sus últimos trabajos: el tema «Azul y blanco» para la película del mismo nombre. Desde entonces la banda dejó de lado el proyecto de lanzar su segundo disco (incluso habiendo dado a conocer muchos de estos temas en distintos shows en vivo). Los últimos integrantes tomaron rumbos distintos, siendo el más destacado Cote Foncea, quien actualmente es el baterista de la popular banda chilena Lucybell. Mientras que Felo Foncea forma parte del proyecto solista de C-Funk. Por su parte Gerhard Wolleter se dedica 100 % a su proyecto original BOA, con el cual ya había publicado su primer disco el 2001. Por último Cristián Rozas es el bajista de una nueva banda de nombre Versus.

### 2019 y regreso a los escenarios
Durante julio de 2019, la revista chilena Rockaxis anunció el regreso de la banda con motivo del aniversario número 19 de la revista y los 20 años del disco debut de la banda.
La banda brindaría un concierto con su formación clásica: Felo Foncea, Cote Foncea, Polo Vargas, Gerhard Wolleter y Cristian Rozas, además de la participación de las bandas Alectrofobia y Exxocet como teloneros.
En la antesala del concierto, el día 3 de diciembre a través de una transmisión del programa Estudio Futuro en Facebook, la banda presenta sus canciones «Verte morir» y «El placer del dragón».

## Integrantes

### Miembros actuales
- Felo Foncea - voz, teclados (1996-2004; 2019)
- Cote Foncea - batería, voz (1996-2004; 2019)
- Polo Vargas - guitarra, voz (1998-2003; 2019)
- Gerhard Wolleter - guitarra (2002-2004; 2019)
- Cristián Rozas - bajo (2002-2004; 2019)

### Otros miembros
- Leo Araya - bajo (1996-2001)
- Gamal Eltit - guitarra (1996-2000)

## Discografía

### Álbumes de estudio
- 1999: Dracma (Universal Music)
- 2001: Dracma (Edición especial) (Reedición, Surco)

### Sencillos
- 2019: Chilenada (En vivo, Estudios Foncea)
- TBA: Juntos

### Compilaciones y EP
- 2002: Urban Symphony Lucky Strike
- 2003: Azul y Blanco (EP)